# 힐-로버트슨 효과
힐-로버트슨 효과(Hill–Robertson effect)는 집단유전학 현상의 하나로, 윌리엄 힐(William G. Hill)과 앨런 로버트슨(Alan Robertson)에 의해 1966년 식별되었다. 이 효과를 이용하여 유전자 재조합의 진화상 이점을 설명할 수 있다.

## 설명
유한한 크기의 개체군이 자연선택 아래 놓이게 되면, 무작위적으로 연관 비평형이 발생하게 된다. 이는 유전자 부동이나 돌연변이 중 어느 기작으로도 일어날 수 있으며, 이로 인해 진화 과정이 느려지게 된다. 특별히 돌연변이에 의해 발생한 연관 비평형의 경우를 예로 들어 살펴보자.
유전체에 a와 b의 두 가지 유전자 밖에 없는 개체들로 구성된 개체군을 생각해보자. 만약 유전자 a 대신 유전적으로 유리한 변이 유전자 A를 지닌 개체가 등장한다면, 그 개체의 유전자들은 시간이 지날수록 자연선택에 의해 개체군 내에서 좀 더 많이 퍼지게 될 것이다. 그러나 만약 A가 고정되기 전에 유전자 b의 우월한 변이형 B가 발생하였다고 하자. B가 우연히 A가 없는 개체에서 나타났다고 하면, A를 지닌 개체와 B를 지닌 개체가 경쟁하게 된다. 만약 유전자 재조합이 존재한다면 결국 A와 B 모두를 지닌 개체(유전형 AB)가 등장할 것이다. A와 B 둘 다 지니는 것이 더 불리하지만 않는다면(음성적 상위성), 유전형 AB의 개체들은 자연선택 아래에서 aB나 Ab인 개체들에 비해 더 유리하게 되고, 결국 AB가 고정될 것이다. 그러나 만약 재조합이 존재하지 않는다면, AB 개체들은 뒤에 나타난 변이 B가 Ab 개체에 나타났을 때만 존재할 수 있다. 이러한 일이 일어날 확률은 새로운 변이의 빈도수와 개체군의 크기에 따라 달라지며, A가 고정되었거나 거의 고정된 상태에서는 웬만해선 일어나지 않는다. 따라서 처음 A 변이가 일어났을 때로부터 개체군이 AB 유전형으로 고정되었을 때까지 걸리는 시간은 재조합이 없을 때에 훨씬 길어지게 된다. 즉, 재조합은 진화를 더 촉진하는 역할을 한다.